# Jutta Hoffmann

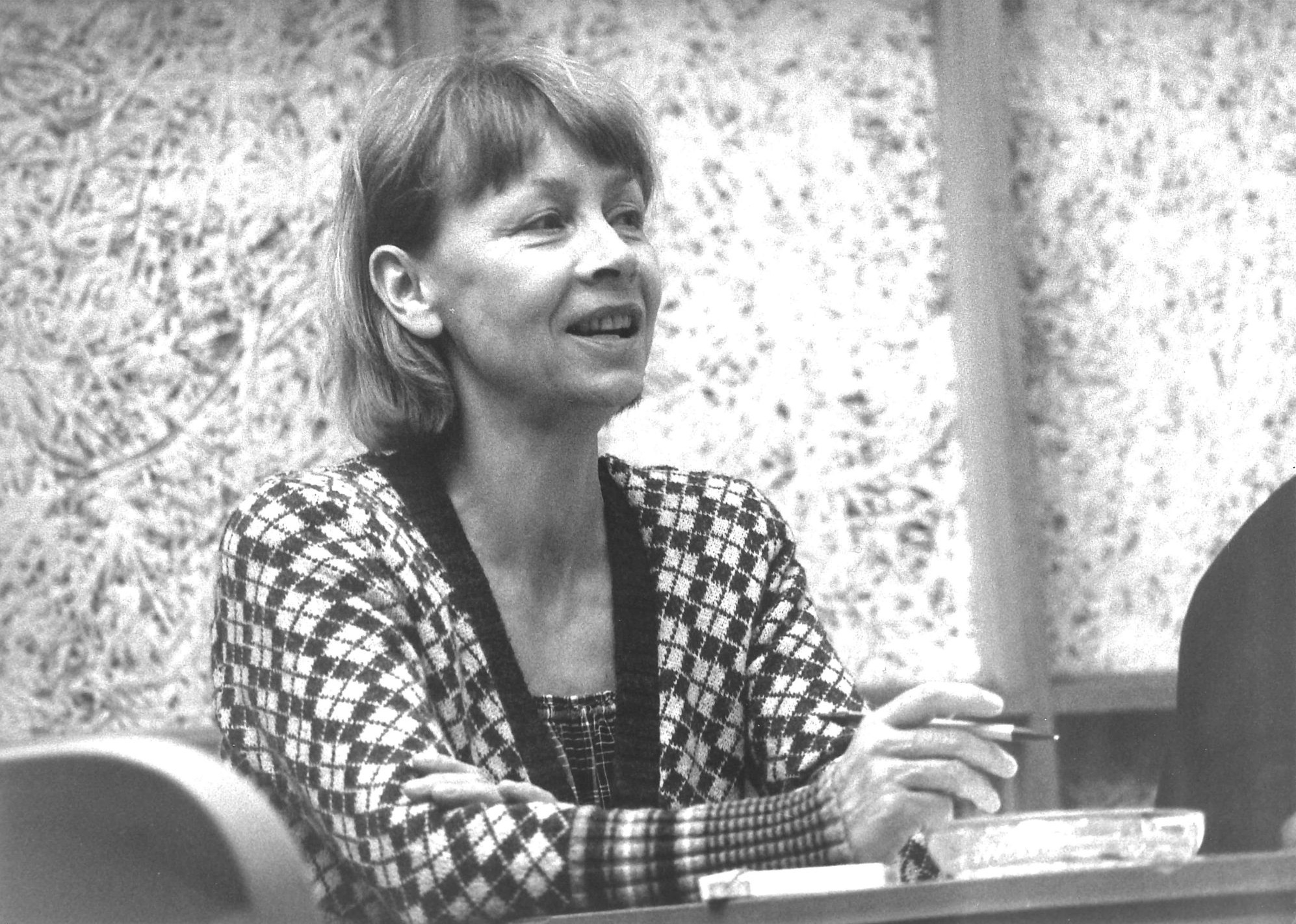
Jutta Hoffmann.

Jutta Hoffmann, född 3 mars 1941 i Halle an der Saale, är en tysk skådespelare. Hoffmann är utbildad vid Potsdam-Babelsbergs filmskola 1959-1962. Hon filmdebuterade och scendebuterade 1960. Hoffmann har medverkat i filmer av regissörer som Egon Günther och Herrmann Zschoche. Hon verkade i Östtyskland där hon medverkade i uppmärksammade teateruppsättningar, men under 1980-talet allt mer på västtyska teaterscener. Åren 1993-2006 arbetade hon som lärare vid Hochschule für Musik und Theater Hamburg.